# Rungsted Havn
Rungsted Havn er en marina beliggende ved Øresundskysten i Hørsholm Kommune. Havnen har ca. 750 vandpladser og ca. 30 trailerpladser på land. Havnen blev moderniseret og udbygget i 1972/1973. Havnen er velbesøgt af fritidssejlere og der er mange faciliteter, restauranter og butikker. Busforbindelse langs strandvejen. Nærmeste station er Rungsted Kyst Station på Kystbanen, der ligger 980 m væk.

## Ekstern henvisning
- Rungsted Havn

55°53′6.93″N 12°32′46.24″Ø / 55.8852583°N 12.5461778°Ø
|  | Denne artikel om lokaliteten Rungsted Havn kan blive bedre, hvis der indsættes et (bedre) billede. Du kan hjælpe ved at afsøge Wikimedia Commons for et passende billede eller lægge et op på Wikimedia Commons med en af de tilladte licenser og indsætte det i artiklen. |